# Почесний знак «За турботу про німецький народ»
Почесний знак «За турботу про німецький народ» (нім. Ehrenzeichen für deutsche Volkspflege) — цивільна нагорода часів Третього Рейху.

## Історія
Знак заснував Адольф Гітлер 1 травня 1939 року. Нагорода зайняла місце Почесного знаку Німецького Червоного Хреста, який більше не використовували. Дизайн нагороди розробив професор Ріхард Кляйн.

### Сучасний статус
Відповідно до закону Німеччини про порядок нагородження орденами та про порядок носіння від 26 липня 1957 року (нім. Gesetz uber Titel, Orden und Ehrenzeichen) носіння почесного знаку «За турботу про німецький народ» забороняється у будь-якому вигляді.

## Опис

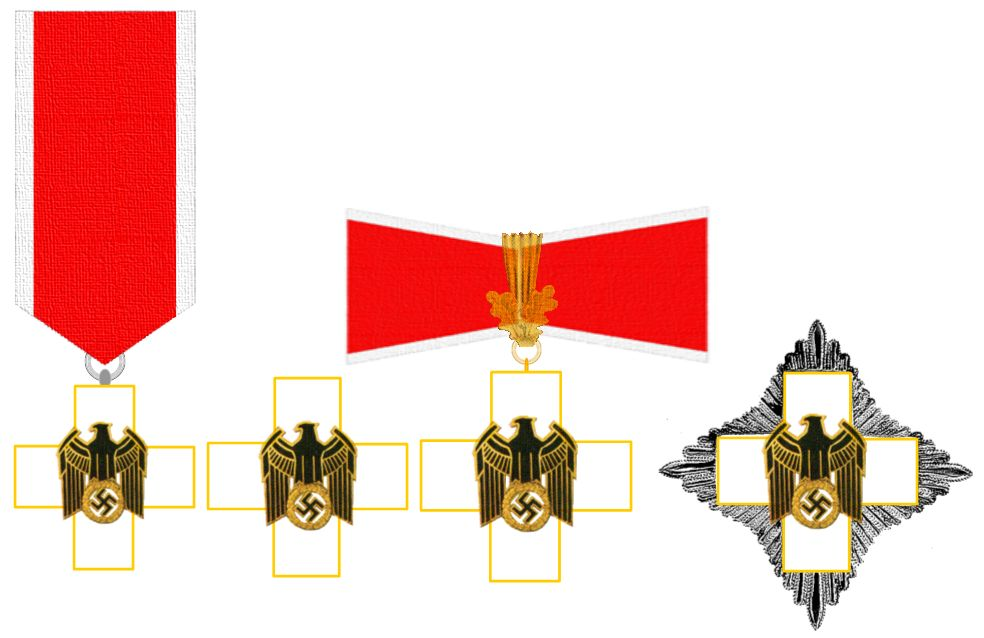
Ступені почесного знаку «За турботу про німецький народ». Справа наліво: 1-а ступінь (зірка), 1-а стіпунь 9шийний знак), 2-га ступінь та №-а ступінь без мечів.

### Ступені нагороди
Знак мав 4 ступені та одну особливу:
1. Почесний знак «За турботу про німецький народ» 1-го ступеня (нагрудна зірка як особлива ступінь)
2. Почесний знак «За турботу про німецький народ» 1-го ступеня (шийний знак)
3. Почесний знак «За турботу про німецький народ» 2-го ступеня (нагрудний знак)
4. Почесний знак «За турботу про німецький народ» 3-го ступеня (знак зі стрічкою)
5. Медаль «За турботу про німецький народ»

З 30 січня 1942 року знак 3-го ступеня та медаль, отримані за заслуги на війні, мали на стрічці схрещені мечі. Згідно указу Верховного командування сухопутними військами, носіння мечів з вищими ступенями знаку не допускалося.

### Вигляд
Знак мав вигляд рівностороннього позолоченого балтійського хреста, вкритого білою емаллю. В центрі хреста — чорний емалевий імперський орел, який тримав у кігтях перевернуту свастику, обрамлену позолоченим вінком з дубового листя. Зворотній бік знаку 1-го та 2-го ступеня вкритий білою емаллю. Стрічка знаку була червоною з білими краями.
Знак 1-го ступеня мав розміри 52Х52 мм і носився на шийній стрічці шириною 56 мм.
Знак 2-го ступеня також мав розміри 52Х52 мм і носився на лівому боці грудей.
Знак 3-го ступеня мав розміри 40Х40 мм і носився на лівому боці грудей на стрічці шириною 30 мм.
Медаль «За турботу про німецький народ» мала круглу форму і виготовлялась з посрібленої бронзи або цинку і мала діаметр 38 мм. На лицьовому боці зображений знак вищих ступенів, а на зворотньому — назва нагороди готичним шрифтом, написана трьома рядками. Як і знак 3-го ступеня, медаль носили на лівому боці грудей на стрічці шириною 30 мм.

## Умови нагородження
Умови нагородження сформульовані в Указі фюрера про заснування знака:
За заслуги в області соціального забезпечення населення, організацію зимової допомоги, догляд за хворими та пораненими як в мирний час, так і на війні, аварійно-рятувальні роботи, турботу про німецький народ і німецьких громадян за кордоном я започатковую Почесний знак «За турботу про німецький народ».
Указ підписали: фюрер і рейхсканцлер Адольф Гітлер, заступник фюрера по партії Рудольф Гесс, рейхсміністр внутрішніх справ Вільгельм Фрік, рейхсміністр пропаганди і народної освіти доктор Йозеф Геббельс, рейхсміністр зовнішніх справ Йоахім фон Ріббентроп, рейхсміністр праці Франц Зельдте, начальник штабу Верховного головнокомандування збройними силами Німеччини Вільгельм Кейтель і начальник Президентської канцелярії фюрера доктор Отто Майснер.
На нагородження не впливала наявність Почесного знаку Німецького Червоного Хреста, однак дозволялось носіння обох нагород, якщо нагороджений не отримав вищих ступенів знаку «За турботу про німецький народ».
У разі втрати знаку/медалі  безкоштовне відновлення нагороди не передбачалось: нагороджений міг отримати новий знак/медаль лише після сплати завдатку.
Особливістю почесного знака/медалі «За турботу про німецький народ» було те, що після отримання вищої ступені знака нагороджений був зобов'язаний повернути нижчу ступінь в президентську канцелягію. Однак у випадку смерті нагородженого знак/медаль залишались у його родичів як пам'ятка.

### Порядок нагородження
Представлення до нагородження в трьох екземплярах відправлялись відповідними органами у президентську канцелярію в кінці кожного місяця. Вони повинні були бути пронумеровані та впорядковані за алфавітом. Канцелярія передавала представлення Гітлеру, після чого він приймав рішення про нагородження. Нагороджений отримував акт про право володіння знаком, підписаний доктором Майснером.

## Відомі нагороджені

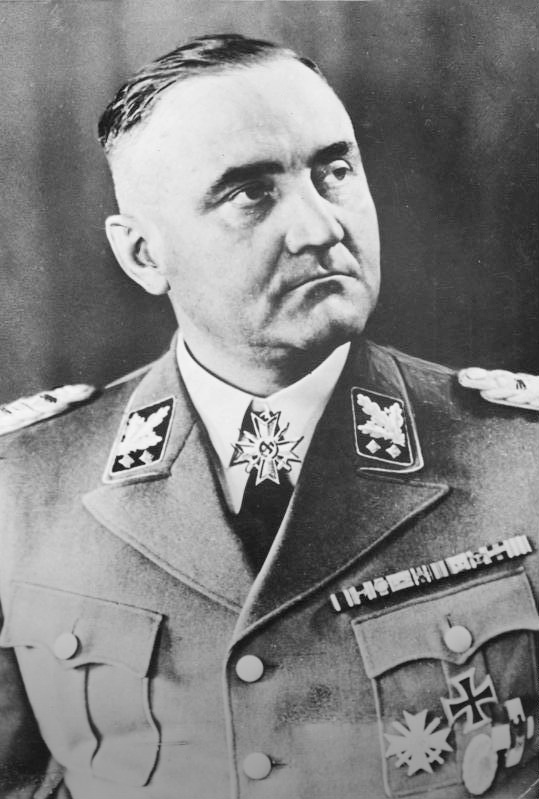
Обергруппенфюрер СС Готтлоб Бергер із знаком 2-го ступеня на лівій нагрудній кишені.

### Нагороджені особливим знаком 1-го ступеня
- Шарлотта, велика герцогиня Люксембургу
- Ольга, принцеса Грецька та Данська
- Олена Негош-Петрович, королева Італії
- Марія Антонеску

### Нагороджені знаком 1-го ступеня
- Карл Вольф

### Нагороджені знаком 2-го ступеня
- Готтлоб Бергер
- Еріх Кох
- Франц Зікс
- Франц Брайтгаупт

### Нагороджені знаком 3-го ступеня
- Рейнхард Гейдріх - як керівник гестапо за "забезпечення безпеки німецького народу"
- Граф Георг-Геннінг фон Бассевіц-Бер

### Нагороджені медаллю
- Йозеф Менгеле - за турботу про поранених на Східному фронті
- Макс де Крініс